# 萊德蘭鎮區 (明尼蘇達州契皮瓦縣)
萊德蘭鎮區（英語：Rheiderland Township）是位於美國明尼蘇達州契皮瓦縣的一個行政鎮區。

## 地方資料
萊德蘭鎮區的面積為90.00平方千米，當中陸地面積為90.00平方千米，而水域面積為0.00平方千米。根據2020年美國人口普查的數據，當地共有人口314人，而人口密度為每平方千米3.49人。